# 10-та армія (Третій Рейх)
10-та а́рмія (нім. 10. Armee) — польова армія Вермахту в роки Другої світової війни.

## Історія

### Перше формування
10-та польова армія (10. Armee) була сформована 26 серпня 1939 року на базі штабу 4-ї групи армій (нім. Heeresgruppe 4) в Лейпцизі. З 1 вересня 1939 року у складі групи армій «Південь» брала участь в кампанії на території Польщі. До 8 вересня 1939 року ліве крило армії вийшло до Варшави, а правий фланг здійснив оточення польських військ в районі Радома. До кінця вересня 1939 року частини армії вели бойові дії для зміцнення своїх позицій у районі Варшави, бої тривали за саму столицю та місто Модлин, а також з метою ліквідації оточених угрупувань противника. На початку жовтня 1939 року частини армії вели бої в районі Любліна і Коцька, де брали участь у ліквідації залишків польської армії. 10 жовтня 1939 року 10-ту армію перейменували в 6-ту польову армію (нім. 6. Armee).

### Друге формування
Знов 10-та армія сформована 15 серпня 1943 року як штаб «німецьких генералів при штаб-квартирі італійського Вермахту» (нім. «Deutschen Generals beim Hauptquartier der italienischen Wehrmacht»). З 21 серпня 1943 року почалося введення її частин на територію Центральної і Південної Італії. В ході тривалих оборонних битв з'єднання армії вимушені були поступово відступати в північні райони Апеннінського півострова, де попри наполегливий опір не змогли утримати просування військ союзників.

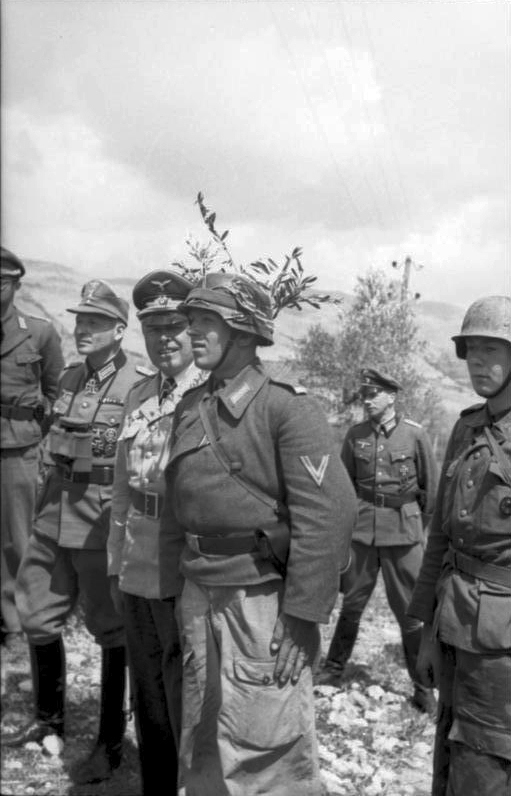
Генерал Альберт Кессельрінг під час відвідування військ. Бої за Монте-Кассіно. Квітень 1944

Капітулювала 2 травня 1945 року.

## Командування

### Командувачі
- генерал артилерії Вальтер фон Райхенау (нім. Walter von Reichenau) (26 серпня — 10 жовтня 1939);
- генерал танкових військ, з 1 вересня 1943 — генерал-полковник Генріх фон Фітингоф (нім. Heinrich Gottfried Otto Richard von Vietinghoff, genannt von Scheel) (15 серпня 1943 — 26 жовтня 1944);
- генерал танкових військ Йоахім Лемелсен (нім. Joachim Lemelsen) (26 жовтня 1944 — 15 лютого 1945);
- генерал танкових військ Трауготт Герр (нім. Traugott Herr) (15 лютого — 2 травня 1945).